# Nunca Deixe de Sonhar (álbum)
Nunca Deixe de Sonhar é o décimo álbum ao vivo da dupla sertaneja brasileira Ícaro & Gilmar, lançado em 16 de maio de 2024 pela MJ Music.

## Antecedentes e gravação
A dupla acumulava mais de 2,2 milhões de ouvintes mensais no Spotify e mais de 875 milhões de plays no YouTube. Os dois últimos trabalhos audiovisuais, Ao Vivo em Barretos, e o recente lançamento Sextou BB, somaram mais de 105 milhões de reproduções e 45 milhões de acessos, respectivamente.
Nunca Deixe de Sonhar foi gravado em 16 de maio de 2023, na Arena Multiplace Laguna, em Goiânia, com as participações especiais de Hugo & Guilherme e Eduardo Costa, produzido por Diego Souza.
Ícaro: “Não vamos deixar de fazer o que sempre fizemos no 'Sextou BB', em que regravamos músicas de outros artistas, mas esse projeto promete ser uma virada de chave na nossa carreira para investirmos em músicas que são nossas. Precisamos mostrar nossa identidade para o mercado”.
Gilmar: “O nome desse audiovisual já é uma mensagem maravilhosa e um lembrete de que nossos sonhos podem nos levar muito longe, então não devemos parar de sonhar. Hoje Ícaro & Gilmar são o que são por causa dos sonhos que foram perseguidos com muita garra até se tornarem reais".
"Nunca Deixe de Sonhar" também é o nome de uma canção já gravada pela dupla, no álbum Ao Vivo em Campo Grande, de 2022, que foi regravada nesse atual projeto.

## Lançamento e faixas
O primeiro single foi lançado em 22 de junho de 2023, com participação especial do cantor Eduardo Costa, intitulado "A Viola e Eu". Com a música tendo mais de 30 milhões de streams, foi lançado o segundo single, dessa vez com a dupla Hugo & Guilherme, "Logo Logo", em 17 de agosto. O terceiro e último single do álbum foi "Se Ame Primeiro", que, segundo a dupla, "é um hino que transmite uma mensagem de autoestima e autossuficiência feminina". "Aliás, já enfatizamos esse nosso pensamento em outra canção, ‘M de Mulher’, lançada em 2020", lembra Ícaro.
Em 18 de janeiro de 2024, a dupla disponibiliza o primeiro EP, com as três faixas lançadas anteriormente e quatro músicas inéditas, e o segundo sai em 22 de fevereiro. A terceira parte foi lançada em 4 de abril.
O álbum completo foi lançado em 16 de maio de 2024, acrescentando três faixas.

## Lista de faixas
| N.º | Título                               | Compositor(es)                                                    | Duração |  |
| 1.  | "Trauma"                             | Jr Amaral Natanael Goulart Samoel Goulart                         | 2:31    |  |
| 2.  | "O Defeito e o Perfeito"             | Diego de Souza Renno                                              | 2:59    |  |
| 3.  | "Faço Questão de Mexer"              | Allans Luan Dom Vittor Matheus Cott Thales Gui                    | 2:21    |  |
| 4.  | "Entretanto dos Defeitos"            | Ícaro Mantovani                                                   | 2:34    |  |
| 5.  | "Trocando Defeitos"                  | Di Carvalho Douglas Mello Flavinho Tinto Junior Pepato Nando Marx | 3:05    |  |
| 6.  | "Descarta"                           | Blener Maycon Humberto Júnior Matheus Araujo Rafael Quadros       | 2:35    |  |
| 7.  | "Solto no Goiás"                     | Allans Luan Matheus Cott William Daniel                           | 2:35    |  |
| 8.  | "Limpa"                              | Dayane Camargo Lara Menezes Victor Reis                           | 3:11    |  |
| 9.  | "Raiva Suada"                        | Henrique Alves Higor Neto Simini Wallas Dias                      | 2:32    |  |
| 10. | "Apenas"                             | Camargo Menezes Reis Juan Marcus Waléria Leão                     | 3:09    |  |
| 11. | "Saudade Futura"                     | Bia Frazo Dan Candido Elcio Di Carvalho Gui Prado Klebin Batista  | 2:35    |  |
| 12. | "Moleque de Barba"                   | Benicio Neto De Souza Mateus Candotti                             | 2:57    |  |
| 13. | "Morenaça"                           | Clebinho Marco Carvalho                                           | 2:31    |  |
| 14. | "Nunca Deixe de Sonhar"              | Edson Garcia Felipe Marins Flavinho do Kadet Nicolas Damasceno    | 3:31    |  |
| 15. | "Se Ame Primeiro"                    | Duda Bertelli Heitor Moreira                                      | 2:55    |  |
| 16. | "Logo Logo" (part. Hugo & Guilherme) | Hugo Henrique Normani Renato Campero                              | 3:01    |  |
| 17. | "A Viola e Eu" (part. Eduardo Costa) | Matheus Juniio Renato Sousa                                       | 3:23    |  |